# Françoise Simard
Pour les articles homonymes, voir Simard.
Françoise Simard, en religion Mère Marie du Bon-Conseil (18 janvier 1851 – 11 mai 1937), est la fondatrice, avec Mgr Michel-Thomas Labrecque, de la Congrégation des Sœurs de Notre-Dame du Bon-Conseil de Chicoutimi.

## Biographie

### Enfance et jeunesse
Quatrième d’une famille de treize enfants, Françoise Simard naît le 18 janvier 1851 à Saint-Alphonse de Bagotville à La Baie au Saguenay–Lac-Saint-Jean. Elle fréquente l’école primaire de son village natal, mais des problèmes de santé l’obligent à interrompre ses études à l’âge de 13 ans. Auprès de sa mère, elle s'initie alors à la couture, aux travaux à l'aiguille et au crochet. Une partie de son temps est également consacrée aux travaux ménagers et au jardinage. 
Intelligente et espiègle, elle est énergique et même parfois entêtée. Sérieuse aux études et au travail, elle est gaie et prend joyeusement part aux amusements. À l'époque de l'adolescence, elle aime suivre la mode de son temps et apprécie les réunions familiales et les veillées de « jeunesse ». Mais la jeune fille se sent secrètement appelée par Dieu. 
À l'âge de vingt-trois ans, elle fait un premier essai de vie religieuse, chez les Sœurs du Bon-Pasteur de Québec (1874-1876). Après deux ans de noviciat, des hémorragies pulmonaires mettent sa santé en péril. Un médecin lui prédit même une fin prochaine : « Elle ne verra pas la fleur des pois ». Elle dira plus tard, une fois dépassée l'âge de quatre-vingt ans : « La fleur des pois, je l'ai vue bien des fois depuis ! » Mais à l'époque, elle ne pouvait pas prévoir sa guérison et c'est avec regret qu'elle doit quitter la congrégation de Québec pour retourner chez ses parents.
En 1877, elle entre au noviciat des Sœurs Grises de Montréal. Mais encore une fois, la faiblesse de sa santé la rend inapte à la mission de la congrégation.

### Vie religieuse
Après n’avoir pu prendre l’habit religieux, Françoise Simard entre au service du curé Pierre-Hubert Beaudet à Saint-Alphonse, en qualité de ménagère. Demeurée fidèle aux exercices de piété appris durant ses quelques années de noviciat, elle mène une vie discrète. En 1890, après la mort de l'abbé Beaudet, elle revient à Sainte-Anne-de-Chicoutimi où résident ses parents âgés et deux ans plus tard, en septembre 1892, elle fait la classe à l'école de Saint-Fulgence. 
En 1894, l’évêque du Diocèse de Chicoutimi, Mgr Labrecque, souhaite mettre sur pied une congrégation de religieuses enseignantes afin de répondre aux besoins de son vaste diocèse dont l’essor démographique est alors le plus élevé au Québec. L’un de ses proches collaborateurs, l’abbé Elzéar Delamarre, lui suggère aussitôt le nom d’une exécutrice et d’une cofondatrice possible en la personne de Mademoiselle Françoise Simard. Celle-ci refuse d’abord la proposition, s’estimant inapte à assumer de telles responsabilités compte tenu de sa santé fragile. Mais après quelques jours de réflexions et de prières, elle accepte de participer au projet de l’évêque.
Le 4 novembre 1894, elle entreprend de traverser le Saguenay, entre Sainte-Anne (rive nord) et Chicoutimi (rive sud). Une fois la chaloupe au large, une tempête se déchaîne, si bien que les gens présents sur les deux rives perdent l'embarcation de vue et la croient engloutie. Heureusement, la chaloupe parvient à atteindre la rive de Chicoutimi. Françoise Simard s'en va donc chercher sa compagne, Georgionna Bergeron, puis toutes deux se rendent à l'Évêché de Chicoutimi où les attend Mgr Labrecque. Durant les jours qui suivent, elle confectionne le costume des Sœurs de Notre-Dame du Bon-Conseil : robe et scapulaire de serge noire, guimpe, bandeau et coiffe en toile blanche, voile de laine noire doublé en linon. À la profession temporaire, on ajoutera le cordon, le rosaire et crucifix d'argent; à la profession perpétuelle, un anneau d'argent gravé au A.M.D.G.
Le 8 décembre suivant, Françoise Simard et Georgionna Bergeron revêtent l’habit religieux. Françoise Simard reçoit le nom de Mère Marie du Bon-Conseil. Du 1er janvier au 8 décembre 1895, la jeune communauté loge à l'Évêché de Chicoutimi où elle effectue certains travaux ménagers, mais à partir du 2 septembre 1895, deux religieuses dispensent l'enseignement à l'École du Centre à Chicoutimi. La croissance de la communauté est plutôt rapide puisque le 10 octobre 1895, elle compte déjà neuf sœurs, sept novices et deux postulantes.
Mère Marie du Bon-Conseil prononce ses premiers vœux de religion le 24 décembre 1896, et fait profession perpétuelle trois ans plus tard, soit le 4 novembre 1899.
Durant son supériorat (1894-1918), elle se montre vaillante devant le travail à accomplir et ferme envers ses filles, mais conserve son caractère primesautier et taquin. Aux institutrices, elle leur conseille de pas élever la voix avec leurs élèves, ni de trop les punir. Ou encore : « Ne surchargez pas vos élèves de travail, ce qui les exposerait au découragement et dégoût de l'étude ».
Le 6 juillet 1918, Mère Marie du Bon-Conseil termine son mandat de supérieure générale de la Congrégation, afin de vivre la vie de missionnaire. Elle est donc nommée supérieure au Couvent de Saint-Prime, qu'elle dirige pendant quatre ans. Elle passe ensuite une année à enseigner à Sainte-Anne-de-Chicoutimi, mais sentant ses forces décliner, elle quitte définitivement la vie missionnaire et administrative.
À partir de 1923, elle vit retirée dans une cellule de la maison mère de la Congrégation à Chicoutimi. Elle demeure fidèle aux exercices journaliers et se garde occupée en s'employant à la couture et au tricot. Lors de la récréation du soir, elle accepte volontiers une partie de cartes ou de domino. Elle suit avec intérêt la marche de sa communauté, se montrant ouverte aux innovations nécessaires à l'évolution de celle-ci et c'est avec joie qu'au début de 1937, elle accueille le projet d'une fondation en Afrique.

### Décès
Le 14 février 1937, Mère Marie du Bon-Conseil tombe gravement malade. Elle décède le 11 mai suivant. Son corps est inhumé au cimetière de la Congrégation, sur le terrain de la ferme Saint-Joseph, à La Baie.
Le corps de Mère Marie du Bon-Conseil est exhumé en octobre 1989, pour être inhumé dans un tombeau de granit rose, pierre provenant des carrières de La Baie, ville natale de la fondatrice. Sa sépulture est désormais située dans une salle spécialement aménagée et attenante à la chapelle de la maison mère de la Congrégation. La mémoire et l'exemple de Mère Marie du Bon-Conseil guident toujours les Sœurs de Notre-Dame du Bon-Conseil de Chicoutimi dans leur cheminement et leurs actions.